# Harpalus fraternus
Harpalus fraternus är en skalbaggsart som beskrevs av Leconte. Harpalus fraternus ingår i släktet Harpalus och familjen jordlöpare. Inga underarter finns listade i Catalogue of Life.